# Mercat de Sagarra
El Mercat de Sagarra, també conegut com Mercat Sagarra o Mercat de Santa Coloma de Gramenet, és una obra noucentista d'estil art déco, protegida com a bé cultural d'interès local del municipi de Santa Coloma de Gramenet (Barcelonès). Inaugurat el juliol de 1934, fou el primer mercat del municipi i constitueix un referent patrimonial clau de la ciutat. Des de 2007 forma part del Pla Especial de Protecció del Patrimoni de Santa Coloma de Gramenet i ha estat íntegrament remodelat.

## Descripció
L'edifici, construït el 1934, s'aixeca en una finca que la família Sagarra va vendre a l'Ajuntament. D'aquest fet provenen els noms de l'entorn del mercat, que es troba intercalat en l'anomenat carrer Sagarra, conformant una plaça del mateix nom a la qual hi concorren transversalment els carrers de Sant Josep, Sant Ramon i Sant Ignasi, que corresponen als noms dels tres fills de Ferran de Sagarra. Ocupa una zona ben comunicada i accessible, ubicada just al sud del centre urbà de Santa Coloma de Gramenet.
La construcció es defineix com un edifici d'estil noucentista i marcadament racionalista, amb quatre accessos a l'interior del mercat, situats a cadascuna de les seves façanes.Té una ordenació axial, amb quatre portes que corresponen als carrers que hi van a parar. Encara conserva trets ornamentals propis de l'arquitectura noucentista: cornises, rajoles vidriades, frontons de línies ondulades i elements decoratius art decó. L'edifici també té una planta semisoterrània, aprofitant el desnivell del carrer, i un altell de reduïdes dimensions.
Tant la façana com la volumetria de l'edific  estan protegits pel Pla Especial de Protecció del Patrimoni (PEPP), aprovat per l'Ajuntament de Santa Coloma de Gramenet l'any 2009.

## Història

### Orígens
A començaments de segle XX Santa Coloma de Gramenet era encara un nucli predominantment agrícola. La seva base econòmica es fonamentava en el conreu de les terres i la venda dels excedents als veïns de la ciutat. En aquest context, la inexistència d'un lloc per a realitzar l'activitat comercial feia que els agricultors i ramaders es concentressin en una zona de pas: la carretera de Badalona, actual carrer de Rafael Casanova, continuació del Carrer Major.
Es tractava d'uns situació de provisionalitat que afavorí, d'una banda, que el Gremi de Comerciants de Santa Coloma de Gramenet percebés la venda ambulant com un focus de competència, mentre que els agricultors i ramaders que disposaven de parada a l'aire lliure demanaven a les autoritats municipals que se'ls permetés deixar les taules fixes per tal d'evitar el desmuntatge diari i fer possible construir tendals on refugiar-se de la pluja.
Fruït d'aquestes demandes, l'Ajuntament demanà a l'arquitecte Josep Alemany i Juvé que projectés un nou mercat municipal, que s'ubicaria a la plaça Sagarra, davant de l'escola de les Dominiques, sobre uns terrenys que Ferran de Sagarra pare de l'escriptor Josep Maria de Sagarra cedeix a la ciutat.
El projecte s'inicia el 26 d'abril de l'any 1932 i s'inaugura dos anys després, el 27 de juliol de 1934. Tot just inaugurat el recinte es convoquen oposicions per proveir la plaça del director del mercat, que va ser ocupada per Dídac Miejimolle i Roca l'any 1936.

### Evolució històrica
Després del parèntesi de la guerra civil espanyola, el Mercat de Sagarra va reprendre paulatinament la seva activitat comercial. Als anys 50 i principis dels 60 del segle xx, l'arribada de nombrosos immigrants procedents de diverses regions espanyoles es va traduir en un increment considerable del nombre de clients i del nombre i varietat de les seves parades i puns de venda. A partir de la dècada dels 70 del segle xx, però, es produeix una davallada en el volum de vendes, provocat per les successives crisis econòmiques, els canvis d'hàbits en els patrons de consum i la proliferació de supermercats i de superfícies comercials en municipis propers. Paral·lelament, tant l'edifici com una part creixent de les parades experimenten un procés gradual de deteriorament. La combinació d'aquests elements provocà, ja als inicis del segle xxi, un creixent debat sobre la necessitat de renovar a fons aquest mercat.

### Reforma del mercat
Després d'anys de debat i deliberació sobre la necessitat de reformar el Mercat de Sagarra, el 15 de gener de 2013 l'alcaldessa de Santa Coloma, Núria Parlon, presenta a la sala de Govern de l'Ajuntament el Projecte de remodelació del Mercat Municipal Sagarra i de la instal·lació d'un mercat provisional -mentre duressin les obres- al passeig de Llorenç Serra. L'alcaldessa, acompanyada pels tinents d'alcalde de Serveis municipals, comerç i mercats, Esteve Serrano, i d'Urbanisme i Habitatge, Jordi Mas, explica als mitjans de comunicació presents els objectius i els trets principals de l'execució dels dos projectes: d'una banda, es tracta d'escometre la reforma integral de l'actual mercat per dotar-lo de més confort, facilitar els desplaçaments de paradistes i consumidors i per adequar-lo a les demandes i necessitats dels consumidors actuals; d'altra banda, es vol enllestir l'obra civil, les instal·lacions i l'equipament del mercat provisional, així com de la carpa que es crearia posteriorment al passeig de Llorenç Serra, entre el carrer de Sant Joaquim i l'avinguda de Santa Coloma, per tal que els paradistes poguessin continuar amb la seva activitat comercial mentre durin les obres.
El cost inicial de la remodelació estava pressupostat en 2,5 milions d'euros, però la despesa total del projecte de rehabilitació, tant de l'edifici provisional com del mercat definitiu, ha estat finalment de 5,4 milions d'euros. Aquesta dotació va ser finançada per la Diputació de Barcelona, l'Àrea Metropolitana de Barcelona, el projecte de Llei de Barris, l'Ajuntament de la ciutat i els concessionaris. El nou mercat té una superfície total construïda de 782,24 m2, en un espai global d'actuació de 2.525,89 m². A banda de l'edifici, la remodelació inclu la creació d'aparcament de càrrega i descàrrega comercial i una zona blava amb funcionament durant l'horari del mercat.
El nou edifici, inaugurat el 26 de novembre de 2014, manté l'esquema de planta baixa, un petit altell i soterrani, però aquest darrer ha estat ampliat per tal de donar cabuda a tota la logística que requereix el mercat: magatzem municipal, recintes d'instal·lacions, vestidors i compressors. A la planta baixa hi ha 24 parades, d'uns 15 m² cadascuna, col·locades en tres fileres. L'edifici conserva els quatre accessos que tenia, un per cada costat, tot recollint a la part central els nuclis de comunicacions verticals i el despatx de direcció. En l'extrem que dona al carrer de Sant Ignasi s'hi han ubicat els serveis i l'espai per a la brossa. A l'altell s'hi ha ubicat la sala de reunions i un recinte d'instal·lacions.
La remodelació també ha comportat la renovació integral de la coberta -mantenint, però, la volumetria que ja tenia- i la restauració integral de les façanes. Així, s'ha procurat en tot moment compaginar la renovació i adequació a les necessitats actuals de l'edifici amb la conservació de la composició i essència dels seus trets inicials, amb tancaments de fàbrica ceràmica i façanes fidels als originals.
La rehabilitació del mercat s'ha desenvolupat en paral·lel amb la renovació de l'entorn viari proper i la nova ordenació de l'Avinguda de la Generalitat, una zona d'alta centralitat i densificació. Les obres d'urbanització, executades en paral·lel per la mateixa Àrea Metropolitana de Barcelona, s'han traduït en una notable millora de la qualitat urbana, en la pavimentació i la renovació de l'enllumenat, i en la renovació de les xarxes de serveis. La nova pavimentació de la plaça elimina la calçada, atorga una clara prioritat als vianants i defineix una plataforma única que emfatitza la presència aïllada de l'edifici del mercat.